# كرايغ روبرتس (مصارع رياضي)
كرايغ روبرتس هو مصارع رياضي كندي، ولد في 6 يونيو 1968 في إيفرت في الولايات المتحدة، وتوفي في 12 سبتمبر 2006.

## وصلات خارجية
- كرايغ روبرتس على موقع قاعدة بيانات المصارعة الدولية (الإنجليزية)
- كرايغ روبرتس على موقع أوليمبيديا (الإنجليزية)
- كرايغ روبرتس على موقع اللجنة الأولمبية الكندية (الإنجليزية)